# Kania (powiat stargardzki)
Kania (niem. Kannenberg) – wieś w Polsce w województwie zachodniopomorskim, w powiecie stargardzkim, w gminie Chociwel. 
Leży na Pojezierzu Ińskim, 7 km na północny zachód od Chociwla (siedziby gminy) i 23 km na północny wschód od Stargardu (siedziby powiatu).
Czas założenia Kani nie jest znany. Wiadomo jedynie, że miejscowość ma metrykę średniowieczną. Była wtedy lennem rodziny von Wedel, do której należało także wiele okolicznych wsi. W rękach tej rodziny wieś pozostała do 1945. W latach 60. XIX wieku we wsi żyło 438 osób. Majątkiem zarządzał dzierżawca August Eckert. We wsi oprócz części folwarcznej (północno-zachodniej) była także część chłopska (południowo-wschodnia), licząca wówczas 17 dużych gospodarstw i 28 zagrodników. Miała wówczas Kania swoją szkołę i wiatrak. W 1928 właścicielem folwarku był Hubert von Wedel-Kannenberg. Pałac Wedlów z końca XIX wieku otacza park. 
W latach 1945–54 istniała gmina Kania. W latach 1975–1998 miejscowość administracyjnie należała do województwa szczecińskiego. Po 1945 majątek Wedlów upaństwowiono, stał się on własnością Rolniczej Spółdzielni Produkcyjnej „Wspólny Siew” (dziś już nieistniejącej). W skład spółdzielni wchodziły warsztaty mechaniczne, gorzelnia, tartak, remiza OSP, zespół chlewni i stajni.  
Od 2007 roku w pałacu działa dom opieki dla osób starszych i niepełnosprawnych.